# Monument au Roi Albert Ier
Pour l’article homonyme, voir Monument au roi Albert Ier (Paris).
Le Monument Roi Albert Ier (« Koning Albert I-monument » en néerlandais) dont le nom officiel est « Westfront Nieuwpoort » est un monument commémoratif en forme de rotonde, au centre de laquelle se trouve la statue équestre du Roi Albert Ier de Belgique. Le monument se situe en Belgique, à Nieuport, dans la province de Flandre-Occidentale.
Il fut érigé pour commémorer le rôle du Roi lors de la Première Guerre mondiale et notamment de la Bataille de l'Yser, lorsqu'il resta auprès de ses troupes pour défendre le sol national.

## Situation
Le monument est situé à Nieuport le long de l'Yser, à l'entrée (fluviale) du port de la ville. Au sud se situe le Memorial de Nieuport.

## Description

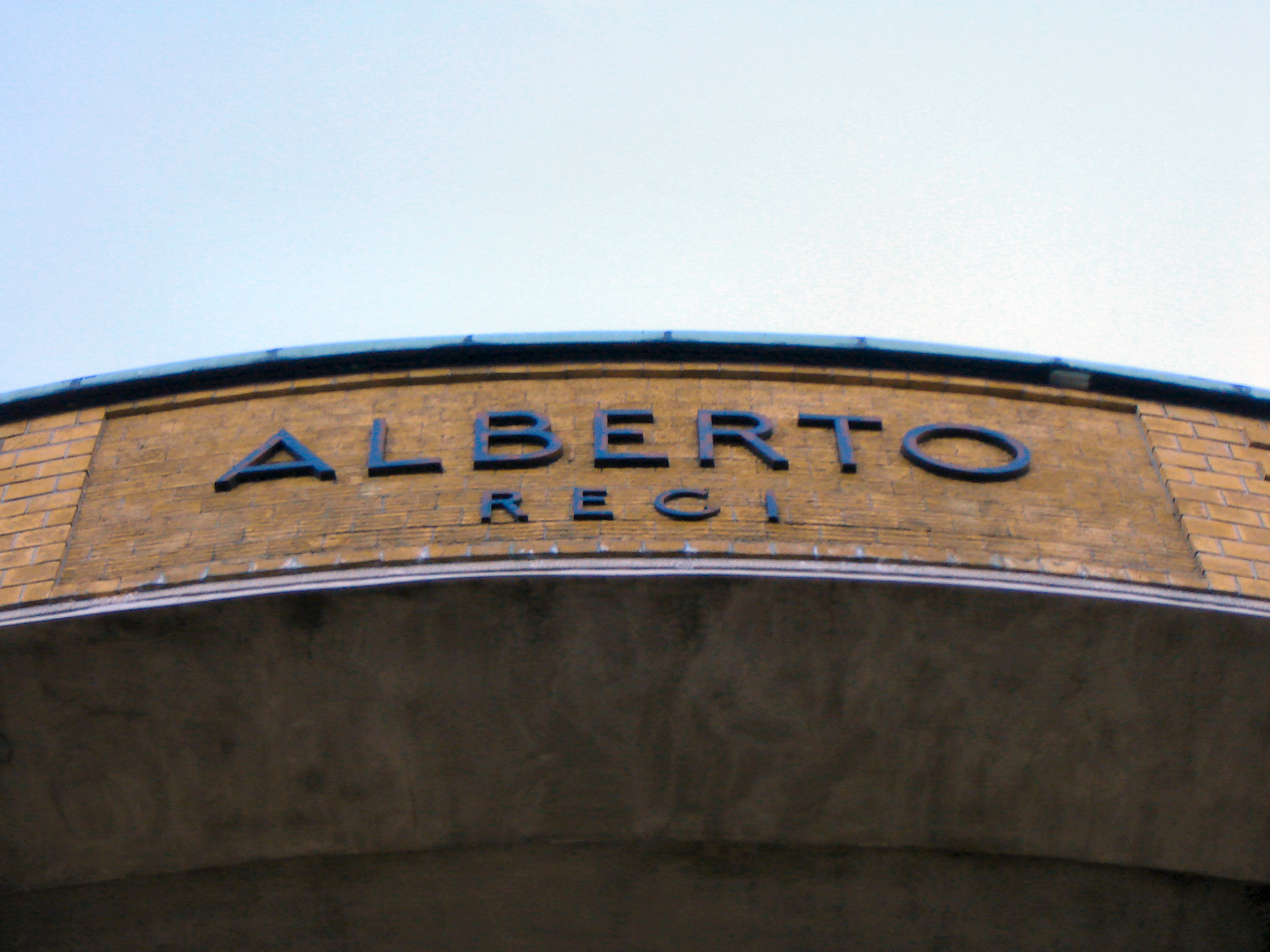
Alberto Regi (« Au Roi Albert », en latin) est inscrit en haut du monument.

Il s'agit d'une rotonde de 30 mètres de diamètre constituée de 20 colonnes (en briques de la vallée de l'Yser) au-dessus de laquelle se tient un cercle de 100 mètres de circonférence.
Le sol est constitué d'une terrasse de 2 500 m2 en forme de croix au centre de laquelle se trouve une statue équestre d'Albert Ier de Belgique.
On y trouve un ascenseur ainsi que des escaliers qui permettent d'accéder en haut de l'édifice.

## Histoire
Le monument fut construit en 1938 par l'architecte Julien De Ridder et le sculpteur Karel Aubroeck pour commémorer le rôle du Roi lors de la Première Guerre mondiale et notamment de la Bataille de l'Yser, lorsqu'il resta auprès de ses troupes pour défendre le sol national.
Le monument fut inauguré le 24 juillet 1938 en présence du Roi Léopold III, de la Reine Élisabeth, du Prince Charles, du Prince Baudouin et de la Princesse Josephine-Charlotte.
L'édifice fut classé en 1999.

## Accès
Le tramway de la côte belge, s'arrête à quelques mètres de l'édifice.